# ヘンリー・ミンツバーグ
ヘンリー・ミンツバーグ（Prof. Dr. Henry Mintzberg, 1939年9月2日 - ）は、カナダのマギル大学デソーテル経営大学院のクレゴーン記念教授である。

## 経歴
ミンツバーグはマギル大学の工学部機械工学科を卒業し、マサチューセッツ工科大学スローン経営大学院にて1965年に経営学修士及び1968年に博士を取得。
1994年に著した論文・書籍『The Rise and Fall of Strategic Planning』で現代経営学の戦略論を批判した。

## 思想
ミンツバーグは純粋な理論家とは一線を画す異色の経営学者である。彼の名を一躍有名にした『マネジャーの仕事』は実際のマネージャーの活動に随行することで得られた資料を分析したもので、そこにはすでにミンツバーグの研究方法の独創性が示されている。彼は経営においても実践を重視し、芸術的要素・右脳的要素を重要視する。彼はマイケル・ポーターに代表される純理論的な経営理論を批判し、よきマネージャーは教室では育成されないと主張。独自のマネージャー育成の教育プログラムを立ち上げると共に、経済以外の分野にたいしても積極的な言論活動を続けている。

### マネジャーの役割
5人の経営者の仕事の観察を基に、マネジャーの仕事を10の役割セットにまとめた。
- 対人関係に関する役割

1. 看板
2. リーダー
3. リエゾン

- 情報伝達に関する役割

1. 監視役
2. 散布者
3. スポークスマン

- 意思決定に関する役割

1. 企業家
2. 妨害排除者
3. 資源分配者
4. 交渉者

### 古典学派に対する批判
ミンツバーグは古典学派（管理過程学派）の提唱した管理職能論（POSDCORBなど）は事実に反すると批判し、また自ら調査を行い持論を証明した。
古典学派（管理過程学派）に対するミンツバーグによる四つの批判
- 有能な経営管理者は遂行しなければならない決まった職責が存在する。
- 経営管理者は秩序を立てて計画化するものではない。
- トップの経営者は経営情報システム（MIS）に依存しているわけではない。
- マネジメントは専門家の職業ではなく科学でもない。

### リバランシング・ソサエティ
政府セクター（public sector）、民間セクター（private sector）、多元セクター（plural sector）の3つのセクターが社会の中で適切なバランスを取ることが重要と主張する。

## 主な著書
- 『人間感覚のマネジメント』ダイヤモンド社、1991年（原著1989年）。ISBN 9784478170250。
- 奥村哲史・須貝栄 訳『マネジャーの仕事』白桃書房、1993年（原著1973年）。ISBN 9784561242185。
- 『戦略計画 創造的破壊の時代』産能大出版部、1997年（原著1994年）。ISBN 9784382054066。
- ヘンリー・ミンツバーグ、ジョセフ・ランペル、ブルース・アルストランド『戦略サファリ』東洋経済新報社、1999年（原著1998年）。ISBN 9784492530641。
- 『MBAが会社を滅ぼす マネジャーの正しい育て方』日経BP社、2006年（原著2004年）。ISBN 9784822245160。
- DIAMONDハーバード・ビジネスレビュー編集部 編『H. ミンツバーグ経営論』ダイヤモンド社、2007年。ISBN 9784478307045。
- 『マネジャーの実像』日経BP社、2011年（原著2009年）。ISBN 9784822248369。
- ヘンリー・ミンツバーグ、ジョセフ・ランペル、ブルース・アルストランド『戦略サファリ 第2版』東洋経済新報社、2012年（原著2005年）。ISBN 9784492533192。
- 『エッセンシャル版 ミンツバーグ マネジャー論』日経BP社、2014年（原著2013年）。ISBN 9784822250454。
- 『私たちはどこまで資本主義に従うのか』ダイヤモンド社、2015年（原著2014年）。ISBN 9784478065204。
- 『これからのマネジャーが大切にすべきこと』ダイヤモンド社、2021年（原著2019年）。ISBN 9784478107997。
- 『ミンツバーグの組織論』ダイヤモンド社、2024年（原著2023年）。ISBN 9784478118160。